# Піретроїди

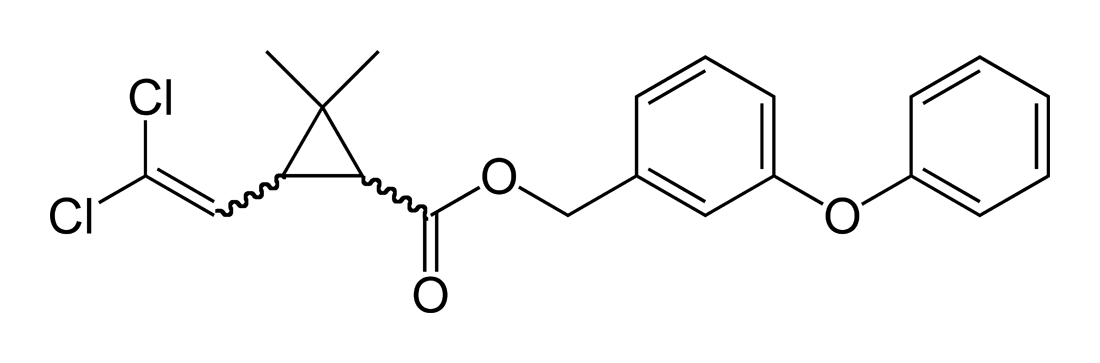
Перметрин — один зі піретроїдів

Піретроїди — синтетичні інсектициди, похідні хризантемової кислоти, аналоги природних речовин піретринів, які містяться у квітах рослин роду піретрум. Своєю назвою ця група речовин завдячує саме ромашці далматській (піретрум), що має інсектицидні властивості і використовувалася здавна для відлякування і знищення комах. Піретроїди подібні до піретринів за характером і механізмом фізіологічної дії, але іноді істотно відрізняються від них хімічною будовою.

Вони досить широко й ефективно використовуються як інсектицидів у боротьбі зі шкідниками сільськогосподарських культур, таких як картоплі, плодових і городніх рослин, для боротьби з екзопаразитами худоби, зі шкідниками запасів продовольства у побуті. Піретроїди мають широкий спектр дії та ефективні при незначних нормах витрат, що складають десятки або сотні грамів на гектар площі, яку обробляють. Для більшості представників цієї групи ці величини коливаються у межах від 16 до 300 г/га. Для більш токсичних сучасних піретроїдів (наприклад дельтаметрину) діючі концентрації ще менші — від 5 до 20 г/га. Піретроїди мають різну токсичність по для людини та теплокровних тварин — серед них є як мало-, так і високотоксичні.

## Класифікація піретроїдів
Піретроїди представлені великою кількістю інсектицидних препаратів, перший з яких — аллетрин — був синтезований ще у 1949 році. Виробництво піретроїдів постійно зростає: їхня частка на світовому ринку інсектицидів у 1976 році склала 1%, у 1987 — 22%, на сьогодні — третину серед усіх пестицидів, що застосовуються. 
Піретроїди І покоління — синтетичні ефіри хризантемової кислоти. До них відносять алетрин, ресметрин, тетраметрин, фенотрин. Ці сполуки мають високу інсектицидну активність, але, як і природні піретрини, легко окиснюються на світлі і тому використовуються головним чином у вигляді аерозолів для боротьби з побутовими комахами в закритих приміщеннях. Пластини Raid, що продаються в Україні містять d-алетрин.
Піретроїди ІІ покоління — ефіри 3-(2,2-дигалогенвініл)-2,2-диметилциклопропанкарбоної кислоти. Характерними їх представниками є перметрин, циперметрин, дельтаметрин (децис), декаметрин, фенвалерат. Вони стійкіші до окиснення, використовуються для обробки плантацій багатьох сільськогосподарських культур, садів. Крім того, їх широко застосовують у боротьбі проти побутових комах, для обробки тканин і тарних матеріалів. Недоліками піретроїдів ІІ покоління є висока токсичність для бджіл і риб, відсутність системної дії і непридатність для боротьби з комахами, що проживають у ґрунті.
До ІІІ покоління піретроїдів належать цигалотрин, флуцитринат, флувалинат, тралометрин, цифлутрин, фенпропатрин, бифетрин, циклопротрин. Деякі з цих сполук мають високу активність проти кліщів, менш токсичні для бджіл, птахів і риб.

## Особливості інсектицидної дії
Піретроїди вважають препаратами повної дії, оскільки вони знищують як шкідливих, так і корисних комах, що є їхнім недоліком. Знищення корисних комах у значній кількості призводить до порушень в біологічних системах. В основному це стосується птахів.
Інсектицидна активність піретроїдів залежить від їхньої стереохімічної конфігурації та ізомерного складу. Залежно від цих параметрів інсектицидна активність різко падає або взагалі зникає. Таким чином, не всі ізомери рівноцінні за активністю і токсичністю. Як правило, піретроїди одержують у вигляді суміші ізомерів, в якій переважають найбільш активні.
Піретроїди є інсектицидами контактної і кишкової дії. Вони дуже швидко всмоктуються в організм шкідників через зовнішні покриви і порушують процеси передачі нервових імпульсів, викликаючи параліч і загибель комах. Таким чином, токсичність піретроїдів для комах визначається в основному їхньою нейротропністю — нервовопаралітичною дією.
На сучасному етапі піретроїди успішно використовують як медичні препарати для місцевого застосування (4% перметринова мазь) при демодекозі. Їх наносять на одяг (перметрин) для попередження укусів кліщами-кровососами.

## Токсичність піретроїдів
За характером гострої токсичності для ссавців усі піретроїди розподіляють на 2 типи. Піретроїди І типу, що не мають у своїй структурі групи CN (алетрин, перметрин), викликають гіперактивність, агресію, генералізований тремор і м'язові контрактури у піддослідних тварин. Характерними рисами впливу на піддослідних тварин піретроїдів ІІ типу — ціанопіретроїдів (дельтаметрин, циперметрин) є салівація, судоми, хореатетози. Піретроїди ІІ типу більш токсичні для людини.
Застосування препаратів у рекомендованих дозах знижує небезпечність розвитку інтоксикації у людей і теплокровних тварин. Крім того, піретроїди не стійкі в зовнішньому середовищі (швидко руйнуються під впливом ультрафіолетового випромінювання, особливо у спекотну, суху погоду), погано розчиняються у воді, мають низьку леткість. Тому їх краще використовувати у вечірні та нічні години, у похмурі дні. Через здатність швидко розпадатися цю групу препаратів можна використовувати і у другій половині вегетаційного періоду рослин, під час дозрівання плодів. Здатність до кумуляції у піретроїдів невелика у зв'язку зі швидким їх руйнуванням і виведенням з організму. Піретроїди в печінці окиснюються мікросомальними ферментами і гідролізуються з утворенням глюкуронатів.

### Патогенез
Патогенез впливу піретроїдів на організм людини і теплокровних тварин не вивчений до кінця. Загальноприйнятим є лише те, що вони є нейротоксичними і впливають на периферичну і центральну нервову систему.
Тривалий час вважали, що основний механізм дії піретроїдів — здатність пригнічувати активність холінестерази. Але відомо, що між токсичністю піретроїдів та їхніми антихолінестеразними властивостями кореляційного зв'язку майже немає, тому немає достатніх підстав розглядати як єдиний механізм їхньої нейротоксичної дії саме пригнічення активності холінестерази. Нині говорять про помірно виражені антихолінестеразні ефекти піретроїдів.
Поряд з цим піретроїди спричиняють дозозалежне блокування ацетилхолінових рецепторів, що призводить до функціональних змін постсинаптичної мембрани. Неспецифічний і некооперативний характер зв'язування піретроїдів з ацетилхоліновими рецепторами є доказом впливу даних препаратів на хемозбудливі іонні канали. Нейротоксичний ефект піретроїдів обумовлений також порушенням процесу генерації і поширення потенціалу дії по нервових волокнах. Має місце блокування нервово-м'язової передачі. В результаті цього відмічається зниження амплітуди потенціалів дії скелетних м'язів, виникнення множинних скорочень м'язів навіть у відповідь на одиноке подразнення нерва. Можливе залучення у патологічний процес периферичних аксонів.
Змінюючи активність холінестерази в нейронах, піретроїди можуть порушувати структуру клітинних мембран, що призводить до змін функціональної спроможності (інактивації) Na+/К+АТФ-азної системи. Активація входження натрію в період генерації потенціалу дії нейронів призводить до підвищення періоду незбудливості (рефрактерності) нервового волокна, порушується генерація імпульсу в перехватах Ранв'є, знижується швидкість поширення збудження.
Разом з тим піретроїди можуть впливати на трансмембранні іонні процеси — іонофорні канали рецепторів різних нейротрансміттерів. В експерименті було показано, що ціанопіретроїди можуть взаємодіяти з рецепторами гамма-аміномасляної кислоти (ГАМК) у синаптосомах мозку піддослідних тварин. Оскільки ГАМК-ергічні системи розташовані у ссавців в основному в ЦНС, тому піретроїди ІІ типу мають більш виражену центральну дію порівняно з піретроїдами І типу.
Отже, механізм токсичної дії піретроїдів пов'язаний з порушенням балансу процесів збудження і гальмування не тільки в периферичній, але і в центральній нервовій системі. Це проявляється зниженням рівня загальної неспецифічної активності ЦНС — пригніченням умовних і безумовних рефлексів.
Поряд з екстрапірамідною системою, мозочком, нейронами спинного мозку у патогенезі отруєння піретроїдами можуть брати участь також структури мозкового стовбура, таламус і гіпокамп.
Піретроїди можуть змінювати вміст металокомплексів у тканинах. При тривалій дії вони є індуктором монооксигеназної системи, цитохрому Р-450, підвищують активність НАДФН-цитохром-С-редуктази. У механізмі токсичності піретроїдів важливе значення має активація перекисного окиснення ліпідів. Вони подразнюють шкіру і слизові оболонки. Мають шкірно-резорбтивну дію. Нікотиноподібна дія виражена слабко.
Інтоксикації цими речовинами зустрічаються рідко. Чітке дотримання гігієнічних регламентів і правил роботи забезпечує безпечне застосування піретроїдів, однак при порушенні правил їх використання, в результаті випадкового прийому в середину або у випадку їх використання з метою суїциду розвиваються гострі отруєння. Можливе також хронічне отруєння піретроїдами. Проте, зважаючи на незначну кількість отруєнь піретроїдами, недостатню кількість даних наукових досліджень, важко дати повну оцінку механізмам їхнього патогенезу.

### Клініка
Симптоматика гострого отруєння проявляється через 5-6 годин латентного періоду з ознак астеновегетативного синдрому. Спочатку виникають інтенсивний головний біль, запаморочення, загальна слабість. Пацієнтів турбує відчуття печіння, поколювання і свербіж шкіри обличчя, виражені болючі парестезії в цій та інших відкритих ділянках тіла. При огляді відмічається гіперемія шкіри обличчя, кінцівок, видимих слизових оболонок, склери. Протягом 2-3 перших діб отруєння спостерігається підвищення температури тіла до 38 °C.
У картині гострих отруєнь піретроїдами у людей і теплокровних тварин переважають симптоми ураження нервової системи. У перші години після початку проявів інтоксикації відзначаються м'язові фасцикуляції або судоми у згинальних і розгинальних м'язах кінцівок. Короткочасні міофасцикуляції у м'язах, що зазнають навантаження, відзначаються протягом 3-5 наступних діб. Згодом виникають тремор, порушення координації рухів, клоніко-тонічні судоми, парез кінцівок, токсична енцефалопатія з ознаками ураженням мозочкової системи.
У неврологічному статусі переважають незначно виражені загальномозкові симптоми з наявністю ознак мезенцефальних порушень: утруднення поворотів очима, обмеження погляду вверх і назовні, млявість зіничних реакцій. Відзначаються зниження корнеального і кон'юнктивального рефлексів, поява субкортикальних знаків, нестійкість у позі Ромберга, тремор пальців витягнутих рук, нечіткість виконання координаторних проб, пожвавлення сухожильних рефлексів. Спостерігаються емоційно-вольові розлади (дратівливість, лабільність настрою, поганий сон, занепокоєння, тривога). Розлади больової чутливості не виявляються.
Піретроїди, в основному ІІ типу, мають гепатотоксичну дію. Розвивається токсичний гепатит з ознаками помірної гепатомегалії. З'являються біль у правому підребер'ї, нудота, блювота з різним ступенем проявів. При проведенні біохімічних досліджень крові виявляється помірне підвищення активності ферментів переамінування (трансаміназ-аспартат- і аланінамінотрансферази), лужної фосфатази, сорбітдегідрогенази, рівня тимолової проби, зниження протромбінового індексу, вмісту білка і сечовини в сироватці крові.
У більшості випадків при гострому отруєнні піретроїдами спостерігаються помірна гіперсалівація, сльозотеча, кашель зі слизистим мокротинням. Зниження активності холінестерази еритроцитів носить короткочасний характер. Протягом доби вона спонтанно відновлюється. Має місце дерматоз обличчя та кистей. За даними загального аналізу крові розвивається вторинна гіпохромна анемія, у тяжких випадках — набряк легень, кома.
Хронічний вплив піретроїдів характеризується порушенням чутливості шкіри обличчя, появою симптомів подразнення верхніх дихальних шляхів за рахунок залучення у патологічний процес периферичних аксонів.

### Лікування
Лікування полягає у застосуванні протисудомних засобів і речовин, що беруть участь у детоксикації піретроїдів.
Результати експериментальних досліджень показали, що холінолітичні препарати (атропін, амізил) і реактиватори холінестерази (діпіроксим, діетиксим) у терапевтичних дозах не мають істотного впливу на перебіг гострої інтоксикації у піддослідних тварин. Хоча при отруєннях піретроїдами, що супроводжуються антихолінестеразними ефектами (міоз, гіперсалівація, набряк легень), доцільно внутрішньом'язово вводити 0,1% розчин атропіну сульфату. Достатнім є одноразове введення 1 мл атропіну для ліквідації подібних проявів.
При отруєннях піретроїдами лікування має включати застосування ГАМК-міметика діазепаму (реланіум, седуксен, валіум). З появою ознак перезбудження ЦНС діазепам можна у тяжких випадках вводити внутрішньовенно (2-4 мл 0,5% розчину) повільно або внутрішньом'язево — в інших випадках в аналогічних дозах. При збереженні судомних нападів або їх рецидивах протягом наступних 5-7 днів ін'єкції діазепаму (по 2 мл 0,5% розчину) слід повторювати 3-4 рази на добу. Введення діазепаму доцільно комбінувати з глюкокортикоїдами.
У групі ГАМК-похідних найбільш ефективними вважаються ГАМК і гідрохлорид гідразиду ГАМК; у групі гліцину — гліцин, моноетаноламінна сіль і діетаноламінна сіль; у групі таурину — кальцієва і натрієва сіль N-ацетилтаурину, натрієві і кальцієві солі N-ацетилгліцину, ізетіонова сіль і гомотаурин. Дані препарати менш ефективні у порівнянні з діазепамом. Мала ефективність цих препаратів пояснюється тим, що в нейротоксичній дії піретроїдів поряд з їхнім впливом на зазначені системи мають місце й інші механізми.
Рекомендується застосування вуглецевих ентеросорбентів, ноотропів, цитопротекторів та вітамінів С, А, Е у звичайних дозах.
Детоксикаційна терапія включає промивання шлунка, кишкчівника, призначення сольових проносних, лужного питва у значній кількості, форсований діурез, інфузії реополіглюкіну, ізотонічного розчину натрію хлориду.